# 天祥路 (高雄市)
天祥路（英語：Tiansiang Rd.）為高雄市的東西向次要道路之一，東起鼎金後路，西至鼎新橋近天祥二路111巷口，續接新仔路，在鼎力路以東為雙向2線道，以西為雙向4線道。天祥路為紀念文天祥而命名之道路。

## 歷史
天祥路最早記載於1898年的台灣堡圖，為一條覆鼎金經外埔仔（今鼎強街口至民族路口一帶）至船仔頭（今鼎新橋）的聯外道路，在1921年的五千分一地形圖中，外埔仔至船仔頭之間的路段截彎取直，為早期覆鼎金聚落唯一一條東西向道路。天祥路在鼎力路以東至今大致維持原有的路廊，鼎力路以西為1971年的《高雄市綱要計畫》中，被列為計劃次要道路，而在數年後拓寬至4線道。

## 行經行政區域
（由東至西）
- 三民區
- 左營區

## 分段
天祥路共分為二個部分：
- 天祥一路：東起於鼎金後路口，西於民族一路口接天祥二路。
- 天祥二路：東於民族一路口接天祥一路，西止於鼎新橋近天祥二路111巷口接新仔路。

## 主要設施
（由東至西）
- 天祥一路
  - 高雄市政府消防局第二救災救護大隊(97號)
    - 高雄市政府消防局鼎金分隊(6樓)

- 天祥二路
  - 高雄市三民街友服務中心(31號)
  - 喜憨兒綠野香蹤園藝餐廳(682號)
  - 台電民族二次變電所(52號)
  - 微笑公園
  - 鼎新橋
  - 河堤公園

## 公車資訊
- 漢程客運
  - 168東 金獅湖站－金獅湖站
  - 168西 金獅湖站－金獅湖站
  - 168東區間 金獅湖站－金獅湖站
  - 168西區間 金獅湖站－金獅湖站
  - 紅35 金獅湖站－捷運凹子底站
- 南台灣客運
  - 3 高鐵左營站－捷運巨蛋站－市立美術館
  - 28 加昌站－高雄車站（建國路）
  - 紅36 先勝路口－文勝路口－文藻外語大學
- 港都客運
  - 217 加昌站－鳥松區公所（中正路）
- 高雄客運
  - 24 坔埔圓照寺－捷運巨蛋站
  - 8021 鳳山－彌陀

## 公共自行車
- 高雄市公共自行車租賃系統：
  - 金獅湖橋：鼎金後路/天祥一路口
  - 天祥天祥一路142巷口：天祥一路/天祥一路142巷口(西北側)
  - 微笑公園(天祥二路側)：天祥二路/新庄仔路515巷口北側